# Priamos (Pferd)
Priamos (* 1964; † nach 1994) war ein Englisches Vollblutpferd. Er wurde auf dem Gestüt Schlenderhan von Birkhahn aus der Palazzo gezogen. 
Er machte zunächst als Zweijähriger beim Baden-Badener Zukunftsrennen (Gruppe 3) im Jahr 1966 auf sich aufmerksam, das er unter Horst Horwart gewann. Nachdem er als Dreijähriger nicht erfolgreich war, erzielte er in den Jahren 1968 bis 1969 einige Erfolge in bedeutenden Rennen unter seinem Stammjockey Fritz Drechsler. Da festzustellen war, dass es ihm etwas an Stehvermögen bei den in Deutschland häufig gelaufenen Rennen über die Distanz von 2400 m mangelte, wurde er ab 1970 bei kürzeren Rennen eingesetzt und war dabei bei hochdotierten französischen Rennen der Gruppen 1 und 2 erfolgreich.
Im Jahr 1982 führte Priamos die Liste der nach Gewinnsumme erfolgreichsten deutschen Vaterpferde an.
Priamos erreichte ein sehr hohes Alter von über 30 Jahren.